# Margarida de Borgonha, Rainha da Sicília
Margarida de Borgonha (em francês:  Marguerite, em italiano:  Margherita; c. 1249/50 — Castelo de Tonnerre, 5 de setembro de 1308) foi suo jure condessa de Tonnerre, e rainha consorte da Sicília e de Nápoles como a segunda esposa de Carlos I da Sicília.

## Família
Margarida era a segunda filha da condessa Matilde II de Bourbon e de Eudo de Borgonha. Seus avós paternos eram Hugo IV, Duque da Borgonha e Iolanda de Dreux, sua primeira esposa. Seus avós maternos eram Arcambaldo IX de Bourbon e Iolanda de Châtillon.
Ela tinha duas irmãs: Iolanda de Borgonha, condessa de Nevers, casada duas vezes, e Adelaide, condessa de Auxerre, esposa de João II de Châlon, Senhor de Rochefort.

## Biografia
A mãe de Margarida, Matilde, condessa de Nevers, Auxerre e Tonnerre, faleceu em 1262. A sua irmã mais velha reivindicou todos os títulos. Entretanto, o parlamento francês dividiu os títulos entre as irmãs: Margarida ficou com o condado de Tonnerre, Adelaide, com Auxerre, e Iolanda adquiriu Nevers, além do Castelo de Druyes.

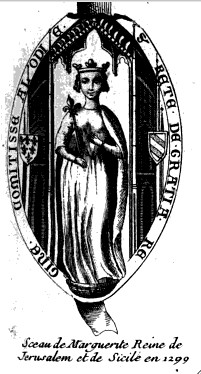
Sinete de Margarida.

Margarida, então com 18 ou 19 anos, e Carlos, de 41, se casaram por procuração em 18 de janeiro de 1268, em Trani, na Itália. No mesmo ano, entre 12 de outubro de 14 de novembro, a união foi oficializada com uma cerimônia. Ele era filho do rei Luís VIII de França e de Branca de Castela.
Em 1277, ela tornou-se rainha titular de Jerusalém após Carlos ter comprado o título de Maria de Antioquia, uma pretendente ao trono.
Margarida foi rainha da Sicília e de Nápoles de 1268 até 1282, quando tornou-se apenas rainha de Nápoles, título que reteve até 1285.
Seu marido faleceu em 7 de janeiro de 1285. Margarida, então, se retirou para Tonnerre, onde fundou um hospital, em 9 de abril de 1293.

A condessa morreu em 5 de setembro de 1308, com 58 ou 59 anos, e foi enterrada em Tonnerre.

## Descendência
- Margarida de Anjou (1272/73 - após 23 de junho de 1276).